# 罗明坚
罗明坚神父（1543年—1607年5月11日），原名米凱萊·魯吉里（義大利語：Michele Ruggieri），字复初，天主教耶稣会意大利籍传教士、法學家、漢學家。是明朝以来第一个进入中国大陆的西方传教士，也是歐洲漢學的奠基人，与利玛窦是同工。在所著《圣教实录》中首先使用天主一词。

## 生平
罗明坚1543年出生於那不勒斯王國（今屬意大利）史皮納佐拉，具民法和天主教法律兩個法學博士學位，並任職於那不勒斯宮廷。1572年29岁时，在羅馬加入耶稣会，並報名自願參與東方傳教工作，為此他在葡萄牙科英布拉大學完成了哲學和神學課程。
1578年3月他離開歐洲，由葡萄牙王國里斯本乘船前往亞洲，同年9月抵達印度果亞，1579年7月 (萬曆七年六月) 抵达澳门，他遵守耶穌會遠東巡視員范禮安神父的指示努力學習中文，並在很短的時間內掌握大量中文詞彙，在學習過程中，他著手編撰了第一部《葡漢辭典》。1580年12月 (萬曆八年十一月)，跟隨葡萄牙商人首次進入廣州，結識了廣州的海道副使和廣東總兵。1582年12月 (萬曆十年十一月)，應兩廣總督陳瑞和肇慶知府王泮的邀請，羅明堅帶領利瑪竇、巴范濟抵達當年兩廣總督的所在地廣東肇庆，並在當地建立傳播天主教的 "僊花寺"。1585年11月 (萬曆十三年十月)，曾與麥安東跟隨王泮前往江西、浙江紹興等地考察；1587年曾往廣西、湖廣考察。1588年(萬曆十六年)，羅明堅帶備擬好的國書中文雕版，由澳門前赴罗马，計劃请求教宗派遣使节覲見中国皇帝，要求批准在中國傳教。
1589年羅明堅乘船返抵里斯本，受到熱烈歡迎。但他回到羅馬不久，正逢教宗西斯篤五世逝世，因此，羅明堅神父未能完成使命及再度重返中國。他在歐洲的晚年期間，完成了幾項重要工作：將中國典籍《四書》中的《大學》翻譯成拉丁文；又著手繪製《中國地圖集》，將中國的文化和地理知識介紹到歐洲，對促進歐洲對中國的瞭解，具有深遠影響。1607年5月11日卒于意大利萨莱诺。

## 著作

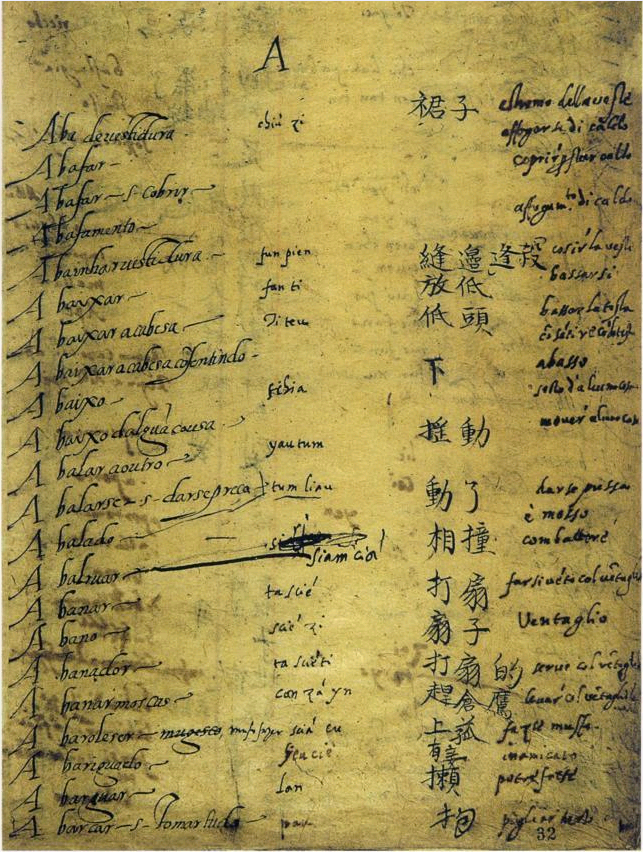
羅明堅、利瑪竇、钟巴相(鍾鸣仁)所編的《葡漢辭典》手稿。

- 《葡漢辭典》
- 《天主圣教实录》(中文)
- 《中國地圖集》(手稿)